# Vertretung des Landes Mecklenburg-Vorpommern bei der Europäischen Union
Die Vertretung des Landes Mecklenburg-Vorpommern bei der Europäischen Union ist die Landesvertretung des Landes Mecklenburg-Vorpommern bei der Europäischen Union mit Sitz in Brüssel. Sie unterstützt in Zusammenarbeit mit den örtlichen Landesbehörden das Land Mecklenburg-Vorpommern bei der Umsetzung seiner Europapolitik.

## Organisation
Die Vertretung des Landes Mecklenburg-Vorpommern in Brüssel gehört organisatorisch zum Ministerium für Wissenschaft, Kultur, Bundes- und Europaangelegenheiten des Landes Mecklenburg-Vorpommern.

## Aufgaben und Ziele
Die Vertretung des Landes Mecklenburg-Vorpommerns bei der Europäischen Union nimmt folgende Interessen des Landes auf europäischer Ebene wahr:
- Berichterstattung über aktuelle europapolitische Entwicklungen an die Landesregierung Mecklenburg-Vorpommern und die Vertretung der Interessen des Landes bei den EU-Institutionen.
- Information von Wirtschaft, Verbände, Forschungseinrichtungen über Möglichkeiten zur Nutzung von EU-Förderprogrammen und Vermittlung von Kontakten.
- Ansprechpartner für die Kommunen und Landkreise in Mecklenburg-Vorpommern, die Unternehmen, die Bildungs- und Forschungseinrichtungen sowie für die Bürger des Landes Mecklenburg-Vorpommern.